# SV Roda JC Kerkrade
 (mars 2018).
Si vous disposez d'ouvrages ou d'articles de référence ou si vous connaissez des sites web de qualité traitant du thème abordé ici, merci de compléter l'article en donnant les références utiles à sa vérifiabilité et en les liant à la section « Notes et références ».
Maillots
Le Sportvereniging Roda Juliana Combinatie Kerkrade, communément appelé Roda JC, est un club de football néerlandais situé à Kerkrade. Il est fondé le 27 juin 1962, né de la fusion de Roda Sport et du Rapid JC.
Il évolue en deuxième division néerlandaise

## Historique

### Fusions
|  |  | SV Kerkrade 1926-1954 | SV Kerkrade 1926-1954 | SV Kerkrade 1926-1954 | SV Kerkrade 1926-1954 | SV Kerkrade 1926-1954 | SV Kerkrade 1926-1954 |                      |                      | VV Bleijerheide 1914-1954 | VV Bleijerheide 1914-1954 | VV Bleijerheide 1914-1954 | VV Bleijerheide 1914-1954 | VV Bleijerheide 1914-1954    | VV Bleijerheide 1914-1954 |  |  | VV Juliana 1910-1954 | VV Juliana 1910-1954 | VV Juliana 1910-1954 | VV Juliana 1910-1954 | VV Juliana 1910-1954 | VV Juliana 1910-1954 |                    |                    | Rapid '54 1954     | Rapid '54 1954     | Rapid '54 1954 | Rapid '54 1954 | Rapid '54 1954 | Rapid '54 1954 |  |  |  |  |  |  |  |  |  |  |  |  |  |  |  |  |  |  |  |  |  |  |  |  |
|  |  | SV Kerkrade 1926-1954 | SV Kerkrade 1926-1954 | SV Kerkrade 1926-1954 | SV Kerkrade 1926-1954 | SV Kerkrade 1926-1954 | SV Kerkrade 1926-1954 |                      |                      | VV Bleijerheide 1914-1954 | VV Bleijerheide 1914-1954 | VV Bleijerheide 1914-1954 | VV Bleijerheide 1914-1954 | VV Bleijerheide 1914-1954    | VV Bleijerheide 1914-1954 |  |  | VV Juliana 1910-1954 | VV Juliana 1910-1954 | VV Juliana 1910-1954 | VV Juliana 1910-1954 | VV Juliana 1910-1954 | VV Juliana 1910-1954 |                    |                    | Rapid '54 1954     | Rapid '54 1954     | Rapid '54 1954 | Rapid '54 1954 | Rapid '54 1954 | Rapid '54 1954 |  |  |  |  |  |  |  |  |  |  |  |  |  |  |  |  |  |  |  |  |  |  |  |  |
|  |  |                       |                       |                       |                       |                       |                       |                      |                      |                           |                           |                           |                           |                              |                           |  |  |                      |                      |                      |                      |                      |                      |                    |                    |                    |                    |                |                |                |                |  |  |  |  |  |  |  |  |  |  |  |  |  |  |  |  |  |  |  |  |  |  |  |  |
|  |  |                       |                       |                       |                       |                       |                       |                      |                      |                           |                           |                           |                           |                              |                           |  |  |                      |                      |                      |                      |                      |                      |                    |                    |                    |                    |                |                |                |                |  |  |  |  |  |  |  |  |  |  |  |  |  |  |  |  |  |  |  |  |  |  |  |  |
|  |  |                       |                       |                       |                       | Roda Sport 1954-1962  | Roda Sport 1954-1962  | Roda Sport 1954-1962 | Roda Sport 1954-1962 | Roda Sport 1954-1962      | Roda Sport 1954-1962      |                           |                           |                              |                           |  |  |                      |                      |                      |                      | Rapid JC 1954-1962   | Rapid JC 1954-1962   | Rapid JC 1954-1962 | Rapid JC 1954-1962 | Rapid JC 1954-1962 | Rapid JC 1954-1962 |                |                |                |                |  |  |  |  |  |  |  |  |  |  |  |  |  |  |  |  |  |  |  |  |  |  |  |  |
|  |  |                       |                       |                       |                       | Roda Sport 1954-1962  | Roda Sport 1954-1962  | Roda Sport 1954-1962 | Roda Sport 1954-1962 | Roda Sport 1954-1962      | Roda Sport 1954-1962      |                           |                           |                              |                           |  |  |                      |                      |                      |                      | Rapid JC 1954-1962   | Rapid JC 1954-1962   | Rapid JC 1954-1962 | Rapid JC 1954-1962 | Rapid JC 1954-1962 | Rapid JC 1954-1962 |                |                |                |                |  |  |  |  |  |  |  |  |  |  |  |  |  |  |  |  |  |  |  |  |  |  |  |  |
|  |  |                       |                       |                       |                       |                       |                       |                      |                      |                           |                           |                           |                           |                              |                           |  |  |                      |                      |                      |                      |                      |                      |                    |                    |                    |                    |                |                |                |                |  |  |  |  |  |  |  |  |  |  |  |  |  |  |  |  |  |  |  |  |  |  |  |  |
|  |  |                       |                       |                       |                       |                       |                       |                      |                      |                           |                           |                           |                           |                              |                           |  |  |                      |                      |                      |                      |                      |                      |                    |                    |                    |                    |                |                |                |                |  |  |  |  |  |  |  |  |  |  |  |  |  |  |  |  |  |  |  |  |  |  |  |  |
|  |  |                       |                       |                       |                       |                       |                       |                      |                      |                           |                           |                           |                           | Roda JC 1962-2010            |                           |  |  |                      |                      |                      |                      |                      |                      |                    |                    |                    |                    |                |                |                |                |  |  |  |  |  |  |  |  |  |  |  |  |  |  |  |  |  |  |  |  |  |  |  |  |
|  |  |                       |                       |                       |                       |                       |                       |                      |                      |                           |                           |                           |                           |                              |                           |  |  |                      |                      |                      |                      |                      |                      |                    |                    |                    |                    |                |                |                |                |  |  |  |  |  |  |  |  |  |  |  |  |  |  |  |  |  |  |  |  |  |  |  |  |
|  |  |                       |                       |                       |                       |                       |                       |                      |                      |                           |                           |                           |                           | Roda JC Kerkrade Depuis 2010 |                           |  |  |                      |                      |                      |                      |                      |                      |                    |                    |                    |                    |                |                |                |                |  |  |  |  |  |  |  |  |  |  |  |  |  |  |  |  |  |  |  |  |  |  |  |  |

C'est le 20 juillet 1910 que le SV Juliana, le premier club de football amateur de la ville de Kerkrade, dans le Limbourg, voit le jour. Il lui faudra toutefois patienter jusqu'en 1913 pour obtenir l'autorisation de rejoindre le championnat néerlandais.
Dans cette même ville où le football fait partie de la culture populaire dès la première moitié du XXe siècle, d'autres clubs seront ensuite fondés : le SV Bleijerheide (1914), le SV Kerkrade (1926) et, en 1954, le Rapid '54. L'apparition de ce dernier, liée à la NBVB est rapidement suivie de sa fusion avec le doyen des clubs de la ville, le SV Juliana, pour former le Rapid JC (Rapid Juliana Combinatie). Cette dernière entité est inscrite au Championnat des Pays-Bas dès 1954, et participe deux ans après à la saison inaugurale de l'Eredivisie lors de la création du championnat à poule unique pour l'ensemble du pays.
Lors de la seule saison de Hoofdklasse, formule intermédiaire lors de la restructuration du championnat néerlandais, Rapid JC se qualifie, derrière l'USV Elinkwijk, pour le tournoi final qu'il rapporte. Il s'adjuge alors le seul et unique titre d'un des clubs de Kerkrade à ce jour, face à NAC Breda, Elinkwijk et le Sparta Rotterdam.
De leur côté, également en 1954, le SV Bleijerheide et le SV Kerkrade donnaient naissance à un club concurrent du Rapid JC : Roda Sport, qui ne connaît d'abord pas le même succès que son rival.
Toutefois, au fil du temps, les résultats des deux équipes convergent, et, au terme de la saison 1961-1962, alors que le Rapid JC est relégué en Eerste Divisie et que Roda Sport y est promu, les deux équipes fusionnent pour donner naissance, le 27 juin 1962 à Roda JC, actuelle dénomination du club.

### Premières années
Roda JC végète quelques années en deuxième ou troisième division, avant d'être sacré en 1973, championnat de deuxième division, et ainsi accéder à l'élite.

### Succès et football européen
Roda JC débute dans l'élite du football néerlandais en 1973.
Le club est finaliste de la Coupe des Pays-Bas en 1976, puis à nouveau en 1988.
Cette finale de 1988 permet à Roda JC de participer à la Coupe d'Europe des vainqueurs de coupe, l'une de ses trois participation à la Coupe d'Europe des vainqueurs de coupe. Cette participation s'avère être l'un des plus belles campagne européennes de son histoire. Lors de l'édition 1988-1989 de la compétition donc, après avoir éliminé le Vitória Guimarães (2-0, 0-1) et le Metalist Kharkov (1-0, 0-0), Roda JC est opposé au CFKA Sofia, mené par deux futures vedettes du football européen : Hristo Stoichkov et Emil Kostadinov. Ce sont les tirs au but qui décideront de l'élimination des Néerlandais, après deux matches remportés sur le score de 2-1 par chacune des deux équipes.
En 1995, il est dauphin de l'Ajax Amsterdam, qui remportait cette année-là la Ligue des champions et a battu toutes les autres équipes du Championnat.
Le club remporte pour la première la Coupe des Pays-Bas en 1997, puis à nouveau 2000.
Le 28 février 2002 a lieu le huitième de finale retour de Coupe UEFA face au Milan AC à San Siro. Alors que les Italiens gagnent le match aller 1-0 au Parkstad Limburg Stadion, Roda JC crée la surprise en s'imposant sur le même score à Milan. Andriy Chevtchenko, Rui Costa, Filippo Inzaghi et leurs partenaires sont contraints à une séance de tirs au but qu'ils remportent de justesse (3-2), pour finalement échouer en demi-finale, face au Borussia Dortmund (0-4, 3-1).

### Difficultés financières
Devant les difficultés financières qu'ils rencontrent, le 4 février 2009, les dirigeants du club annoncent un temps la fusion de Roda JC avec le Fortuna Sittard, club de deuxième division, à partir de la saison 2009-2010. Le Parkstad Limburg Stadion demeurerait le stade où évoluerait l'équipe première, tandis que le Fortuna Stadion de Sittard servirait à la formation des jeunes.
La commune de Kerkrade investit 5,8 million d'euro dans le club en janvier 2010. Une des conditions de cet investissement est l'ajout de Kerkrade dans le nom du club qui devient officiellement le Roda JC Kerkrade.

## Palmarès
- Championnat des Pays-Bas
  - Vice-champion : 1995
- Coupe des Pays-Bas
  - Vainqueur : 1997, 2000
  - Finaliste : 1976, 1988, 1992, 2008
- Supercoupe des Pays-Bas
  - Finaliste : 1997, 2000

## Stade

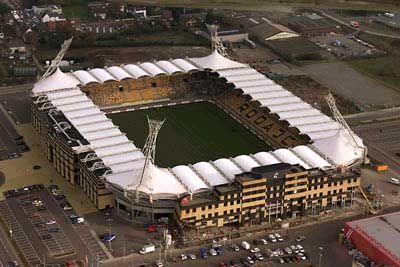
Vue aérienne sur le Parkstad Limburg Stadion.

Après avoir joué pendant les premières décennies au Sportpark Kaalheide, Roda JC occupe désormais le Parkstad Limburg Stadion, souvent abrégé « PLS »,, dont les travaux de construction ont été achevés en 2000 pour environ 40 millions d'euros. Le match d'inauguration du stade opposa le 15 août 2000 Roda JC aux Espagnols du Real Saragosse.
Le stade possède actuellement environ 20 000 places et a accueilli en 2005 le match d'ouverture de Coupe du monde des moins de 20 ans.

## Joueurs et personnalités du club

### Entraîneurs
Les entraîneurs du club sont :
- Thomas (1962-63)
- Pfeiffer (1963-65)
- Coerver (1965-66)
- Fischer (1966-68)
- Weyzen (1969-1971)
- Koole (1971-1972)
- Hollink (1972-1974)
- Pliska (1974)
- Jacobs (1974-1980)
- de Visser (1980-83)
- Eijkenbroek (1984)
- Gerards (1984)
- Körver (1984-86)
- Baan (1986-87)
- Jacobs (1987-88)
- Reker (1988-91)
- Koster (1991-93)
- Stevens (1993-96)
- Achterberg (1996)
- Jol (1996-98)
- Vonk (1998)
- Vergoossen (1998-01)
- van Dijk (2001)
- Leekens (2001)
- Vloet (2002-05)
- Stevens (2005-07)
- Atteveld (2007-08)
- Martin Koopman (2008-09) intérim
- van Veldhoven (2008-2012)
- Brood (2012-déc. 2013)
- Dahl Tomasson (déc. 2013-2014)
- Trost (2014-avr. 2015)
- Plum (avr. 2014-juin. 2015)
- Kalezic (2015-2016)
- Anastasíou (2016-aujourd'hui)

## Identité
Bien que les dernières mines de charbon fussent fermées dans les années 1960, cette province du Limbourg, la plus au sud des Pays-Bas, jouxtant la Belgique, est souvent appelée Mijnstreek, la « région des mines ». La plupart des héritiers des familles de mineurs conservent la tradition et la culture de leurs aïeux ; le soutien au club local de football, Roda JC, en fait largement partie. Dix des onze champions de Rapid JC de 1956 étaient eux-mêmes mineurs. C'est ainsi que les rivalités étaient et restent nombreuses avec les supporteurs de MVV, le club de Maastricht, la capitale de la province, traitant souvent avec condescendance et mépris les Jaunes et Noirs. Roda JC est pourtant aujourd'hui le dernier club limbourgeois de Première division, puisque VVV Venlo, MVV Maastricht ou encore Fortuna Sittard évoluent à l'échelon inférieur.